# Réforme des retraites en France en 2010
Lire en ligne

Texte sur Légifrance

Loi du 21 août 2003 portant réforme des retraites Réforme des retraites en France en 2013-2014
La réforme des retraites en France en 2010 consiste en un ensemble de mesures révisant le régime des retraites, dont la principale est de repousser de deux ans l'âge minimum de liquidation de pension. Elle prévoit aussi un allongement progressif de la durée de cotisation, qui selon le gouvernement devrait être de 41,5 ans en 2020 tout en précisant que ce rythme est fixé "compte-tenu des estimations actuelles de l'Insee" et donc "pas gravé dans le marbre" mais respectant le "principe posé par la réforme Fillon de 2003" associant "durée de cotisation" et "gains d’espérance de vie".
La réforme vise ainsi à préserver à l'horizon de dix ans l'équilibre financier du système français de retraites par répartition. Elle est présentée au Parlement le 7 septembre 2010 par le ministre du Travail, de la Solidarité et de la Fonction publique Éric Woerth, dix mois après la communication du document d'orientation aux partenaires sociaux. Elle occasionne alors un important mouvement social. Après avoir été votée par les assemblées, la loi est finalement validée par le conseil constitutionnel le 9 novembre 2010 et promulguée le lendemain.

## Déroulement de la réforme et ses prémices

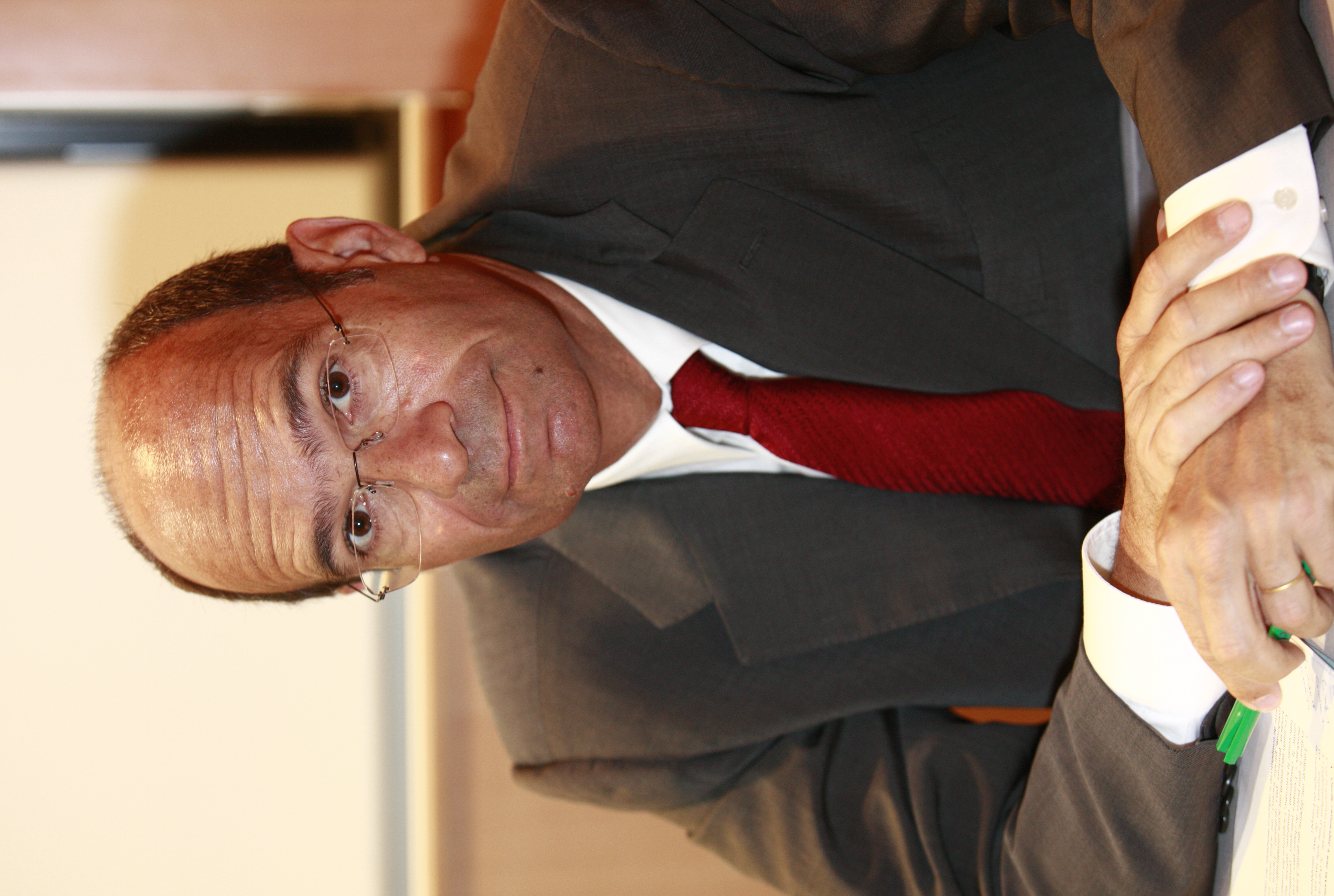
Éric Woerth, ministre du Travail, de la Solidarité et de la Fonction publique.

Le Conseil d'orientation des retraites (COR) rend, le 14 avril 2010, un rapport mettant en exergue l’impact de la crise financière de 2008 sur le financement des régimes de retraites, c'est-à-dire l'augmentation rapide du chômage qui cause une baisse des cotisations - phénomène qui s'accumule avec celui du départ à la retraite de la génération du baby boom. Deux jours plus tôt, le gouvernement avait lancé une concertation avec les partenaires sociaux et les partis politiques.
Le 16 mai 2010, Éric Woerth, ministre du Travail, de la Solidarité et de la Fonction publique, transmet aux partenaires sociaux le document d’orientation du gouvernement indiquant les pistes privilégiées pour assurer le financement des régimes de retraites. Dans ce document, il déclare que seule l’augmentation progressive de la durée d’activité peut assurer un financement du système sans pénaliser le niveau de vie des Français (niveau des cotisations et pensions), la croissance et l’emploi (pas d'impôt supplémentaire sur le capital). Éric Woerth annonce ensuite, le 16 juin suivant, son souhait de porter l'âge légal de départ à la retraite de 61 à 62 ans, dans le cadre d'un avant-projet de loi sur les retraites qui repose principalement sur deux mesures-phares, concernant l'âge de départ.
Le gouvernement présente, le 7 septembre 2010 à l'Assemblée nationale, un projet de loi dont il avait annoncé les grandes lignes le 16 juin en se basant sur les prévisions financières du Conseil d'orientation des retraites, contestées par les syndicats.

## Principales mesures de la réforme

### Durée de cotisation pour une retraite à taux plein
Le gouvernement prend la décision de confirmer la durée de cotisation pour une retraite à taux plein prévue par la réforme Fillon de 2003 à l'horizon 2020 (166 trimestres soit 41,5 ans en 2020), en estimant que le scénario de croissance de l'espérance de vie sur laquelle reposait la réforme de 2003 est toujours valide pour les projections à 2020.

### Deux mesures sur l'âge de départ
- le relèvement progressif en six ans, à raison de quatre mois par an, de l'âge légal de départ à la retraite de 60 à 62 ans, à partir de 2011.
- le relèvement progressif de 65 à 67 ans, à partir de 2016,  de l'âge à partir duquel ne s'applique plus le mécanisme de décote (dans le cas où le salarié n'a pas cotisé le nombre de trimestres requis pour obtenir une retraite à taux plein). Un salarié du privé de 65 ans à qui il manque quatre années, car il n'a cotisé que 37 ans et demi, devra travailler deux ans de plus, jusqu'à 67 ans, ou bien subir une décote de 1,25% par trimestre manquant, dans la limite de 20%.

### Mesures complémentaires pour compléter ou aménager
À ces deux mesures s'ajoutent d'autres dispositifs, dont le chiffrage et le périmètre ont été précisés progressivement :
- le maintien du Dispositif pour carrière longue, les conditions de départ étant toutefois durcies puisqu'il faudrait avoir cotisé 43 ans et demi pour partir à la retraite à partir de 58 ans. Les personnes ayant commencé après 18 ans sont exclues du dispositif et devraient donc cotiser jusqu'à 62 ans ; de plus, les personnes ayant commencé à 14 ans devraient aller jusqu'à 58 ans (contre 56 auparavant) ;
- la prise en compte des conséquences de l'invalidité sur des critères individuels : un certificat médical prouvant une invalidité de 20 % permettra de continuer à partir à 60 ans, seuil ensuite abaissé à 10 %. Toutefois, entre 10 et 20 %, un passage devant une commission qui décidera ou non d'accorder le départ anticipé sera nécessaire ;
- augmentation de 7,85 % à 10,55 % du taux de cotisation de la retraite des fonctionnaires étalé sur 10 ans, sans augmentation de salaire ;
- le relèvement de deux ans de l'âge de départ à la retraite de certaines catégories de fonctionnaires dites « catégories d'active » ;
- l'utilisation anticipée du Fonds de réserve pour les retraites, censé être utilisé à partir de 2020[6],[7], alors doté de 33 milliards d'euros[8] ;
- le gel de l'effort financier de l'État pour le financement du régime de retraite des fonctionnaires[7] ;
- l'allongement (déjà programmé par la Loi Fillon), de la durée de cotisation de 41 ans à 41 ans et demi à l'horizon 2020 ;
- la mise à contribution de certains revenus, par un prélèvement additionnel de 1 % sur la tranche d'impôt la plus haute sur le revenu (celle-ci passant de 40 à 41 %) ;
- l'augmentation d'un point des prélèvements sur plus-values mobilières (de 18 % à 19 %) et immobilières (de 16 % à 17 %) et du prélèvement forfaitaire libératoire sur les dividendes et les intérêts (de 18 % à 19 %) ;
- la fin du crédit d'impôt relatif aux dividendes, qui permettaient une « ristourne » d'impôt sur le revenu jusqu'à 230 € pour les personnes ayant perçu des dividendes d'actions
- l'augmentation des prélèvements sur les stock-options et sur les retraite-chapeau ;
- à partir de 2015, en cas de baisse significative du chômage, un basculement d'une partie des cotisations sociales chômage sur les cotisations sociales retraite ;
- la mise en place de nouvelles obligations concernant l'égalité professionnelle homme-femme, ainsi que la pénibilité du travail ;
- des aides à l'embauche des 55 ans et plus ;
- la poursuite à titre définitif  des dispositifs de retraite progressive.

#### Retraites complémentaires et retraite des parlementaires
- Au régime de base s’ajoute le régime de retraite complémentaire des salariés, calculé en points. Ce régime a été rendu obligatoire par la loi du 29 décembre 1972, pour les salariés relevant du régime général et du régime des salariés agricoles, mais pas pour les fonctionnaires. Il est financé par des cotisations sociales, patronales (60 %) et salariales (40 %), qui permettent d’obtenir des points, dont la valeur est régulièrement revalorisée. Les points accumulés s’ajouteront à la pension du régime de base[9].

Selon le Conseil d'orientation des retraites (COR) sur la période 1963-2008 , les rendements effectifs des régimes complémentaires des salariés du secteur privé ont été divisés par près de deux, passant d’environ 14,2 % à 6,8% pour l’AGIRC et de 12,8% à 6,8% pour l’ARRCO.
- Le régime de retraite spécial des parlementaires est régulièrement critiqué comme trop généreux. En 2010, un ancien député touche en moyenne une pension de 2 700 euros net par mois et un ancien sénateur de 4 442 euros, pension calculée au prorata des annuités acquises. Les parlementaires ont le droit de cotiser double les quinze premières années, puis 1,5 fois les cinq années suivantes. Il est donc possible de toucher une retraite pleine en ayant cotisé 25 années. L’indemnité perçue par les anciens présidents de la République au titre de la retraite, elle, ne dépend pas du temps de cotisation : 63 000 euros bruts par an, soit 5 250 euros par mois, quel que soit le nombre de mandats[11].

Cette critique est ressortie sur fond de manifestations de rues et de grèves contre la réforme française des retraites de 2010, spécialement lorsque l'amendement no 249 tendant à aligner ce régime spécial sur le régime général a été rejeté à une très large majorité.

#### Pénibilité et invalidité
Dans le cadre de la réforme de 2010, un des thèmes qui occupe la scène est celui de la pénibilité. Si l'idée de tenir compte de cette notion pour moduler les conditions d'accès à la retraite ne pose pas de problème de principe (pour certaines professions exposant à des contraintes particulières, il est déjà possible de prendre sa retraite plus tôt que dans le régime de droit commun), sa concrétisation est plus délicate.
Les expositions aux contraintes physiques : port de charges lourdes, mauvaises postures, horaires variables, travail de nuit usent prématurément.
Des négociations entre les partenaires sociaux pour définir précisément les critères de pénibilité (et les compensations à prévoir) ont été engagés depuis 2005 mais n'avancent plus[réf. souhaitée].
Le gouvernement[Lequel ?] a proposé d'utiliser[Quand ?] la notion plus classique et mieux définie d'invalidité. Dans l'avant-projet de la réforme 2010 des retraites, seules les personnes ayant un taux d'incapacité égal à 20 % pouvaient prendre leur retraite à 60 ans. 30 000 personnes soit 4 % à 5 % de celles partant à la retraite auraient été concernées[réf. nécessaire]. En l'état actuel du processus d'adoption, le taux d'incapacité requis serait de 10 % sous condition qu'une commission pluridisciplinaire valide cette incapacité. Les syndicats ne se satisfont pas de cette disposition : ils estiment que la pénibilité ne peut se réduire à l'invalidité, et que donc la question de la pénibilité doit être traitée en soi.
Pour les personnes reconnues « inaptes au travail » le montant de la retraite versée par la sécurité sociale est celle qu'aurait perçue une personne ayant tous ses trimestres.
L'avant-projet de loi peut être consulté sur le site mis en place pour la réforme et son financement sur le dossier de presse. La loi du 9 décembre 2010 s'y trouve également.

## Calendrier des annonces

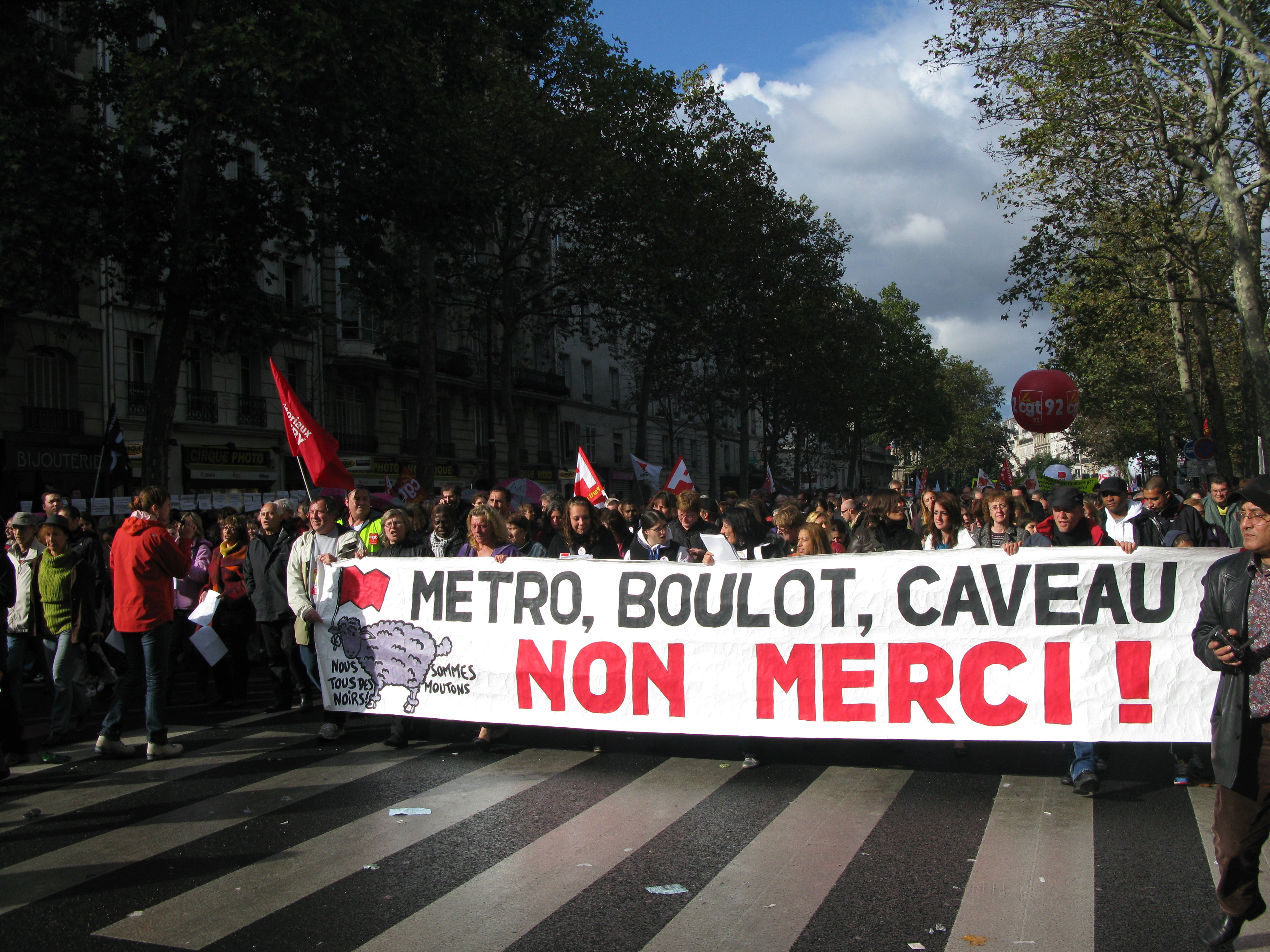
Manifestation du 16 octobre 2010 à Paris.

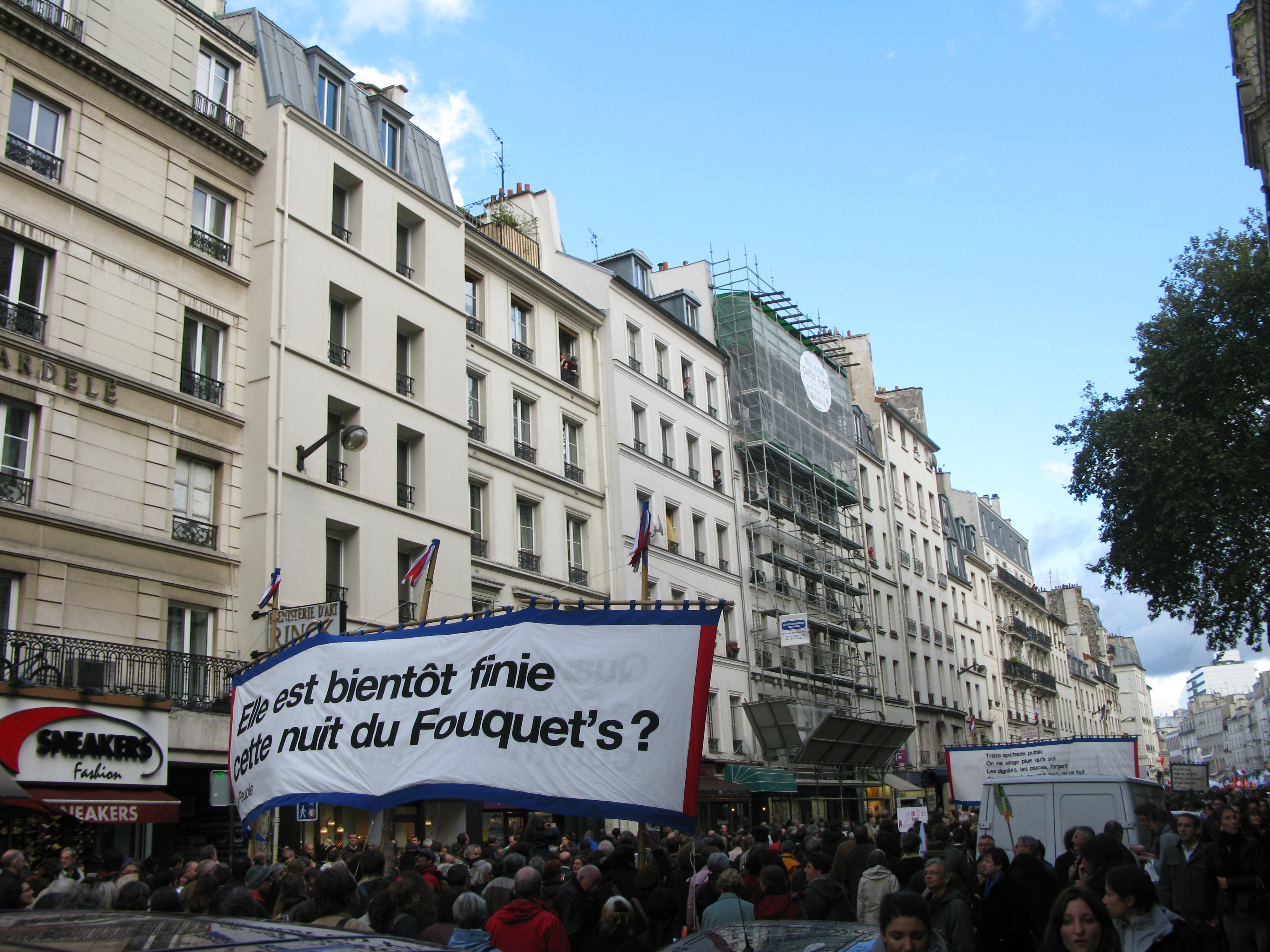
Manifestation du 16 octobre 2010 à Paris.

- Le 14 avril 2010, le Conseil d'orientation des retraites (COR) a rendu un rapport soulignant l’impact de la crise financière de 2008 sur le financement du système de retraite, l'augmentation rapide du chômage diminuant les cotisations. Éric Woerth, ministre du Travail, de la Solidarité et de la Fonction publique, a ensuite indiqué le 24 avril 2010 qu'il souhaitait reporter l’âge légal de départ à la retraite.
- Le 16 mai 2010, Éric Woerth a transmis aux partenaires sociaux un « document d’orientation » du gouvernement sur la réforme des retraites, qui[17] déclare que seule l’augmentation progressive de la durée d’activité peut répondre au « choc démographique ».
- Le 16 juin, Éric Woerth a annoncé le passage de l’âge légal de départ à la retraite à 62 ans contre 60 ans auparavant, ce qui a accentué les grèves contre la réforme française des retraites de 2010, des grèves et manifestations organisées par les huit principaux syndicats.

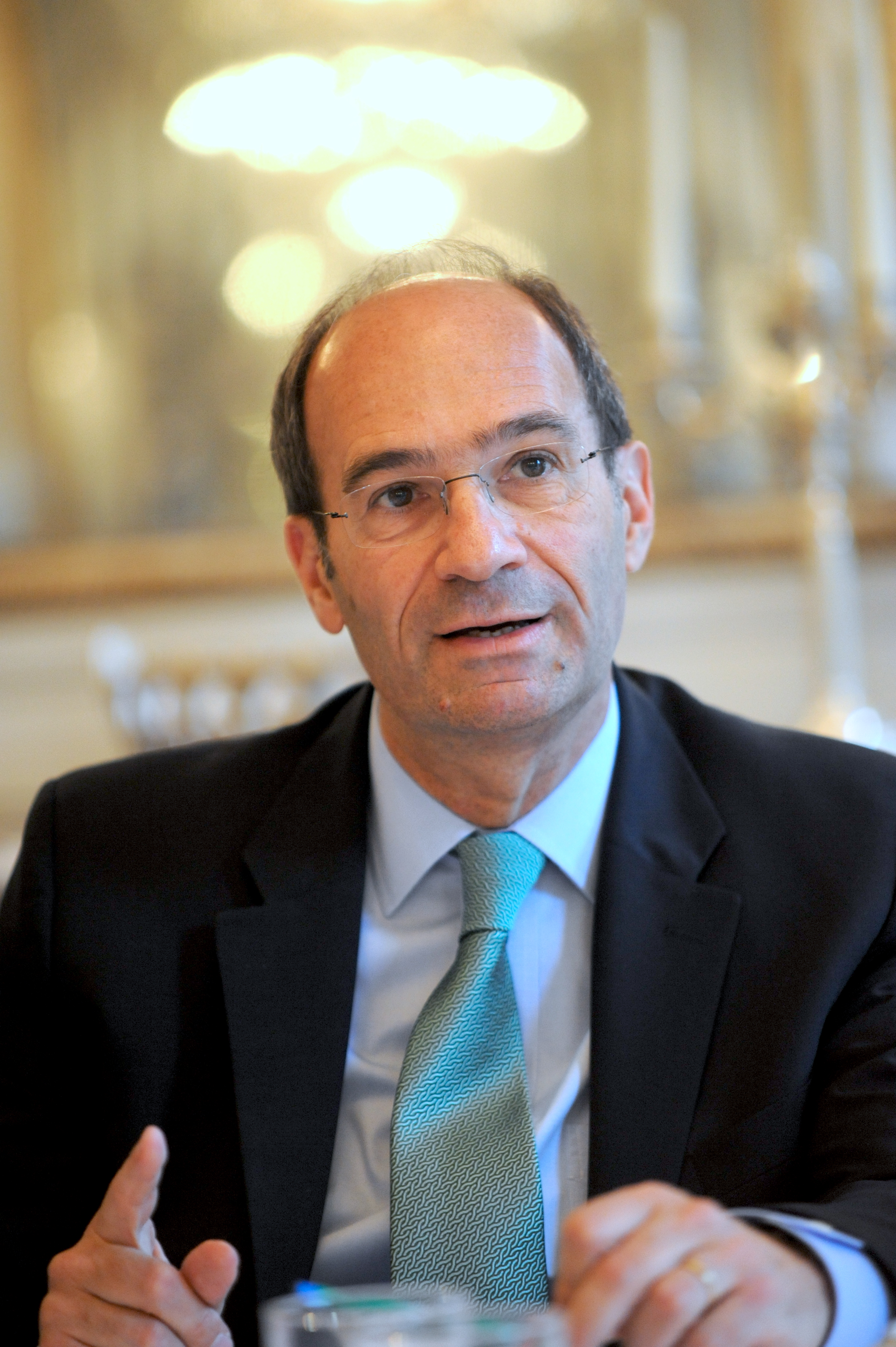
Éric Woerth, Ministre du Travail, de la Solidarité et de la Fonction publique, le 17 juin 2010 au Ministère du Travail, au lendemain de l'annonce du passage de l’âge légal de départ à la retraite à 62 ans.

Parallèlement, d’autres partis politiques ont préparé leur projet de réforme. Tandis que l’UMP se prononce pour une augmentation du temps de travail, au moyen d’un report de l’âge légal de départ à la retraite, l’opposition (le Parti socialiste, Europe Écologie et le Parti communiste notamment) propose d’élargir l’assiette de cotisation, afin d'augmenter les recettes, et de taxer les revenus du capital.

## Comparaisons et réactions internationales
La réforme de la retraite française pourrait apparaître globalement timide en comparaison de celles des autres pays européens,, le système actuel est le plus souvent vu à l'étranger comme généreux,,,,,,,,. Le magazine français Alternatives économiques considère cependant que le projet de réforme créerait un système qui serait « l'un des plus durs d'Europe».
En Allemagne, l'âge légal de départ à la retraite est de 62 ans en 2007, et doit s'élever jusqu'à 67 ans dans les années à venir selon le journal La Croix. Au Royaume-Uni, une réforme votée en 2007 prévoit d'augmenter l'âge de départ à la retraite à 68 ans en 2046. En Espagne, l'âge légal actuel est de 65 ans, et au Danemark de 68 ans. Les systèmes de retraites anglais et américain qui mêlent retraite par capitalisation et retraite par répartition sont critiqués pour leur volatilité. Certains pays accordent des droits plus favorables aux femmes, ce qui n'est pas le cas en France.  De plus, selon Alternatives économiques, la durée de cotisation (41,5 ans en 2020) est plus élevée en France que dans les autres pays européens (35 ans en Espagne et en Allemagne) mais dans ces pays, l'âge légal de départ à la retraite est plus élevé qu'en France (respectivement 65 et 63 ans pour l'Espagne et l'Allemagne). Alternatives Economiques relève également que « si l'on compare les âges à partir desquels on peut prétendre à une pension sans décote, la France se situe actuellement au même niveau que l'Allemagne, le Canada, les États-Unis, l'Espagne, le Royaume-Uni ou encore le Danemark. »
Le Mail Online et le journal de droite, The Daily Caller, estiment que même avec l'âge de départ à la retraite reporté à 62 ans, les Français disposent d'un des âges de départ à la retraite les plus bas du monde.
Un économiste américain, Mark Weisbrot, du Center for Economic and Policy Research, écrit dans The Guardian, qu'en se mobilisant contre la réforme du gouvernement « les Français se battent pour l’avenir de l’Europe - et ils sont un bon exemple pour les autres ». Il critique l'argument selon lequel la durée de cotisation devrait être augmentée, et souligne que depuis 1983 « le PIB par habitant a augmenté de 45 %. L’augmentation de la durée de vie est très limitée en comparaison ».

## Propositions des partis politiques

### Propositions
- Le Front national propose « d'engager une véritable politique d'encouragement de la famille et de la natalité » ainsi qu'une politique de « retour au plein emploi pour les Français »[34].
- L’UMP se prononce pour une augmentation du temps de travail, au moyen d’un report de l’âge légal de départ à la retraite[35].

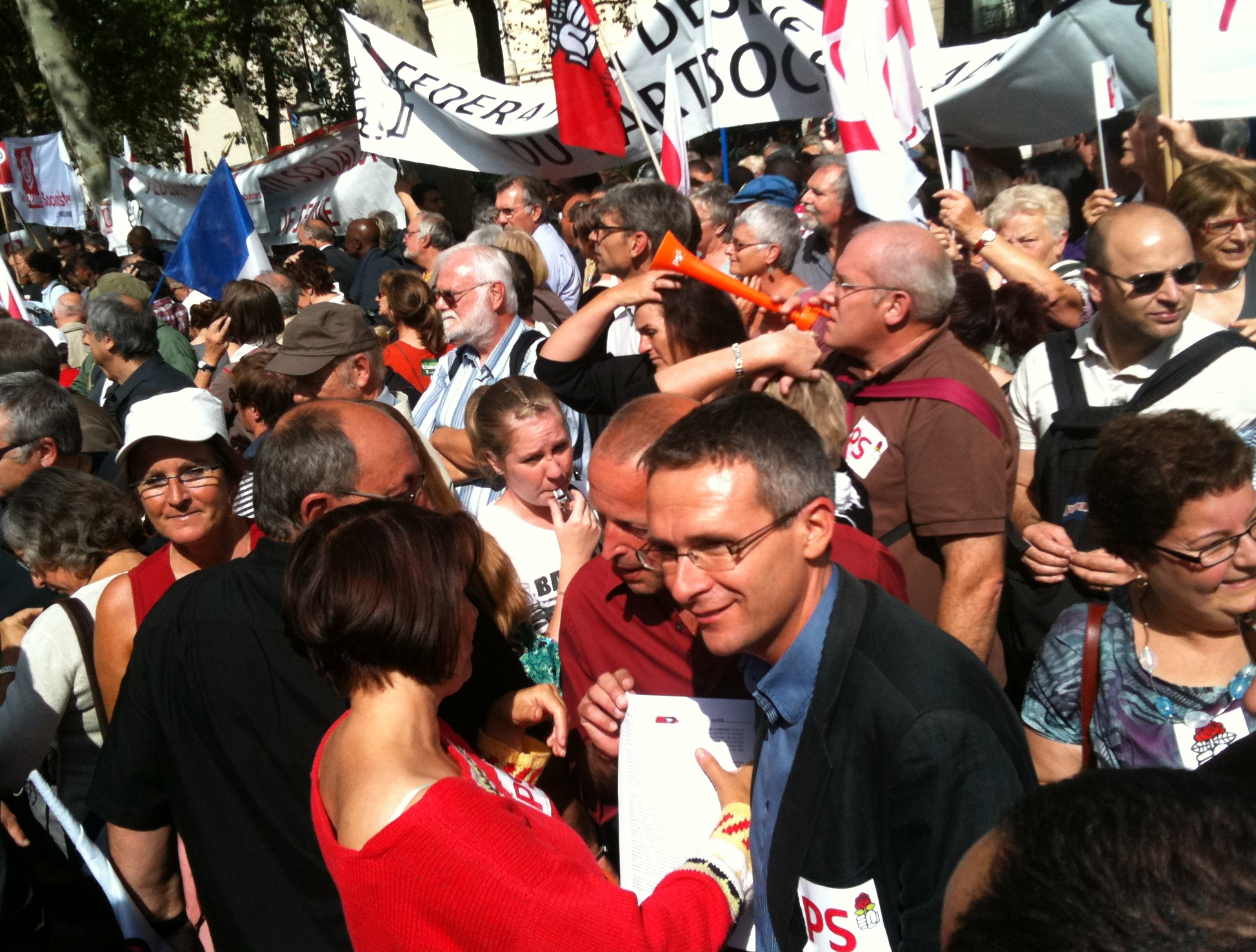
Manifestants socialistes le 7 septembre 2010.

- Le Parti socialiste souhaite « mettre à contribution tous les revenus, y compris ceux du capital, en prenant en compte la pénibilité et en maintenant l'âge légal de départ à 60 ans »[36].
- Europe Écologie propose la mise à contribution des revenus du capital, la redéfinition des cotisations et la création d'un « contrat emploi retraite » pour des départs progressifs sans toucher à l'âge de 60 ans[37].
- Le Parti communiste français prône une réforme de l’assiette des cotisations patronales, une cotisation nouvelle sur les revenus financiers des entreprises et des banques aux mêmes taux de cotisations que les salaires et la suppression des exonérations de cotisations patronales qui ne créent pas d’emploi[38].
- Lutte ouvrière prône pour un remplacement du système par répartition, financé avec les cotisations sur les salaires et un impôt sur le patronat, l'alignement du minimum vieillesse au niveau du SMIC et 37,5 annuités de cotisations et un retour de l'âge légal de départ à la retraite à 60 ans[39].
- Le Nouveau Parti anticapitaliste propose quant à lui le minimum retraite à 1 700 €[40].

### Amendements
Un grand nombre d'amendements (615 environ) sont déposés par la majorité et l'opposition.
Le 3 septembre 2010, les députés François de Rugy, Yves Cochet, Noël Mamère et Anny Poursinoff déposent un amendement, le no 249, demandant « un rapport établissant la situation des régimes spécifiques de retraite des membres du Gouvernement et des parlementaires et définissant les conditions d'un alignement rapide et effectif de la situation de leurs régimes spécifiques sur le régime général, visant notamment à un encadrement strict des pensions reversées, tant dans leurs possibilités de cumuls que dans leurs montants. ». Cet amendement est rejeté à une large majorité. Mais quelques semaines plus tard, Bernard Accoyer annonce un ensemble de propositions sur lesquelles le bureau de l'Assemblée nationale a donné son accord, notamment : la réforme du service de pension-vieillesse des anciens députés, qui deviendra un régime obligatoire calqué sur le régime de la fonction publique, la diminution de 8 % du montant des pensions-vieillesses versées aux anciens députés, l'obtention de la pension vieillesse maximale qu'après une durée de cotisation effective égale à celle exigée dans le régime général et la fonction publique, le plafonnement du montant maximum de la pension vieillesse des anciens députés, la suspension de la pension d'un député si celui-ci devient membre du gouvernement durant sa fonction ministérielle.

## Contestations

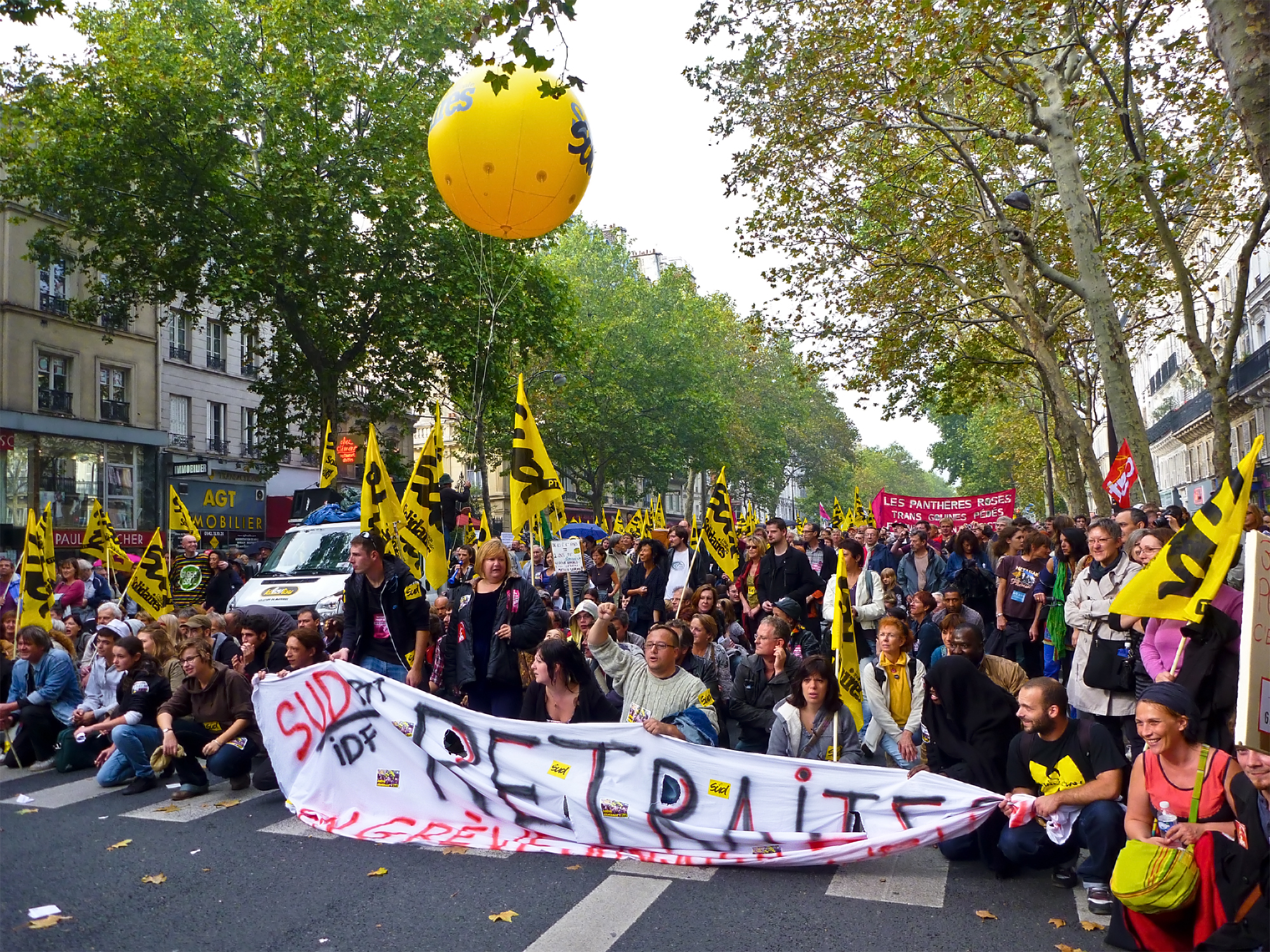
Manifestants syndicaux le 2 octobre 2010.

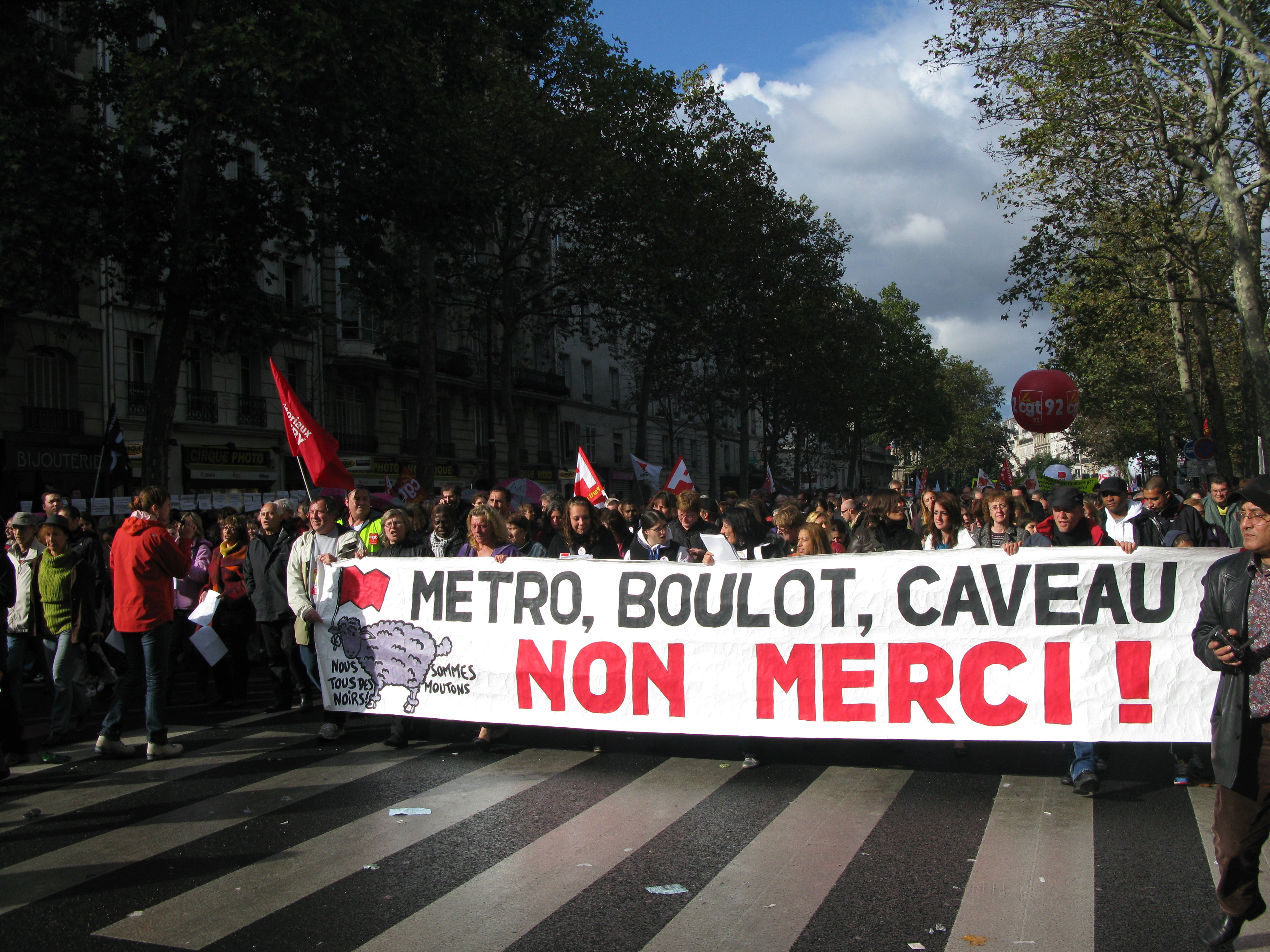
Manifestation du 16 octobre 2010 à Paris.

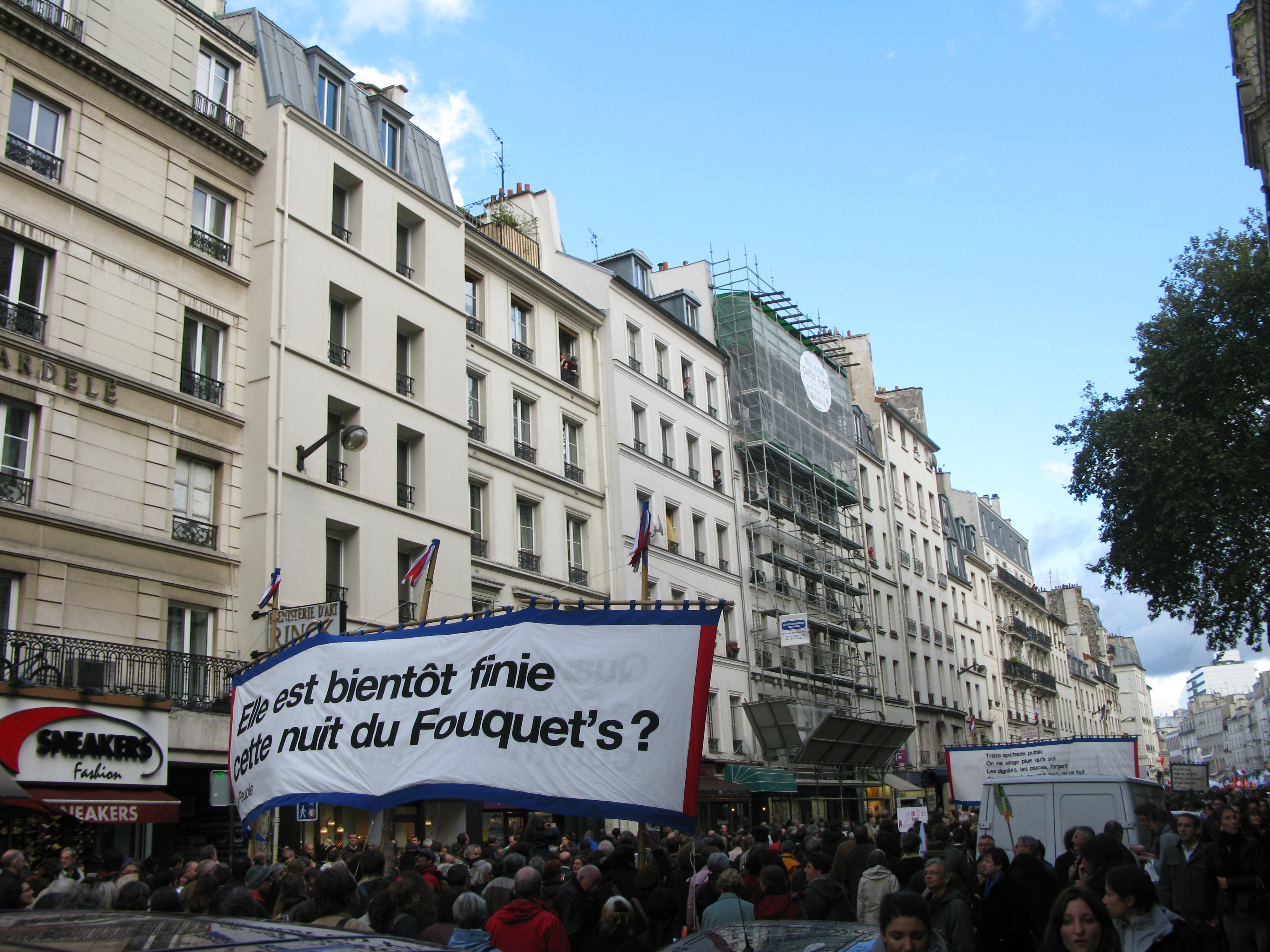
Manifestation du 16 octobre 2010 à Paris.

Les huit principaux syndicats de salariés français ont formulé des propositions de réforme du système, qui toutes tournent autour d'une contribution plus forte des détenteurs de patrimoine. Dans une déclaration commune datée du 7 juillet 2010, les huit syndicats ont estimé que « les entreprises, les hauts revenus, les revenus du capital sont cinq fois moins mis à contribution que les salariés » et déploré les conséquences de cette sous-taxation des revenus spéculatifs.
- La CGT propose que les salariés assujettis à des travaux pénibles aient droit à un départ à la retraite anticipé en fonction de la durée d’exposition à la pénibilité[43]. Elle demande que les revenus financiers des entreprises soient soumis à contribution, en rappelant qu'en 2009, la Cour des comptes évaluait à 10 milliards d’euros le manque à gagner de cette non-contribution. Le syndicat veut remettre à plat l’ensemble des exonérations fiscales, évaluées à 30 milliards d’euros en 2009, mais aussi moduler les cotisations sociales en fonction des politiques d’emploi des entreprises.
- La CFDT demande une validation améliorée des périodes de chômage non indemnisé et de maladie, une meilleure articulation des différents régimes de retraite pour les polypensionnés, et une prise en compte dans l'âge de la retraite des effets de la pénibilité du travail sur l’espérance de vie future. Afin de ne pas pénaliser ceux qui ont commencé à travailler très jeunes (18 ans et avant), ils demandent que tout salarié ayant validé tous les trimestres correspondant à une retraite à taux plein (41 ans actuellement) puisse partir à la retraite, même avant l'âge légal d'ouverture des droits. Ce syndicat demande une alimentation plus forte et pérenne du Fonds de réserve pour les retraites, avec un doublement à 4 % de la taxe dédiée[44].
- FO réclame une hausse des cotisations vieillesse et une taxation de nouveaux revenus du capital et propose notamment une taxe de 3 % sur les bénéfices non réinvestis et des cotisations sur l'intéressement, la participation et les stock-options[45].
- La CFTC demande un élargissement de l’assiette des cotisations à certains revenus : stock-options, Retraite-chapeau, participation, intéressement. Elle propose aussi une augmentation d’un point de la CSG, qui permettrait de générer onze milliards d’euros de ressources et qu’une partie de la CSG soit « fléchée », avec un contrôle effectif de l’affectation des sommes versées à la branche « vieillesse ». La CFTC demande en plus que l’ensemble des allègements de cotisations sociales soit compensé au centime près par des impôts[46].
- Selon la CFE-CGC, l’ensemble du financement de la protection sociale est à revoir et « il est crucial de trouver de nouvelles sources de financement » qui reposent sur une autre assiette que la masse salariale[47]. De plus, la CFE-CGC estime que le glissement progressif vers une retraite par capitalisation va à l'encontre du système mutualiste français en privilégiant les fonds de pension, les assurances privées et groupes de protection sociale privés[48].
- L'Unsa estime que la part des dépenses de l’assurance vieillesse relevant en réalité de solidarité (minimum contributif, avantages conjugaux et familiaux…), doit relever des ressources fiscales. Elle demande elle aussi de taxer l’intéressement et la participation au même niveau que les cotisations sociales patronales sur les salaires, en portant de 4 % à 15 % le forfait social sur l’intéressement. L'Unsa propose, comme la plupart des syndicats, de relever la CSG d’un point[49].
- Solidaires estime qu'il est « hors de question d’augmenter le montant des cotisations sociales salariales ou leur durée » et qu'il faut plutôt se concentrer sur la rémunération du capital, à savoir les dividendes, rachats d'actions et autres avantages offerts aux actionnaires[50] mais également taxation des stock-options et retraite-chapeau.
- La CNT réclame le « maintien de l’âge du départ à la retraite à taux plein à 60 ans », le « retour aux 37,5 annuités de cotisation dans le public comme le privé » et propose de financer les retraites par la « suppression des exonérations de cotisations patronales et [le] remboursement des exonérations cumulées » au cours des dernières années[51].
- La FSU propose d'augmenter les financements[52] et de les diversifier, pour ne pas peser sur le coût du travail mais au contraire décourager les opérations en capital, rendues omniprésentes par le développement de la spéculation à court terme. Elle demande aussi bien l'abrogation des mesures de la Réforme Balladur des retraites de 1993 que celles de la Loi Fillon de 2003. La FSU propose aussi un dispositif de « Cessation progressive d'activité », reprenant « les aspects positifs de l’ancienne CPA, dont l'exercice à mi-temps rémunéré 80 %, avec un droit ouvert à partir 55 ans et 25 années de cotisation ».

Côté patronal, le MEDEF affirme que le relèvement de l'âge de la retraite à 63 ans, la durée de cotisation à 45 ans, l'élargissement des financements et un dispositif de capitalisation individuel (fonds de pension) est inéluctable,.

## Parcours législatif
Le texte issu de la commission mixte paritaire est adopté par le Sénat le 26 octobre 2010 par 177 voix contre 151 et par l'Assemblée nationale le 27 octobre 2010 par 336 voix contre 233.
Les députés socialistes saisissent alors le Conseil constitutionnel, qui rejette les recours et juge « les articles contestés de la loi portant réforme des retraites conformes à la Constitution ». Nicolas Sarkozy promulgue le texte le 10 novembre 2010.

## Conséquences
Alors que des spécialistes estiment la réforme insuffisante à rétablir les équilibres du système de retraite français, la direction générale du Trésor indique que la réforme permet d'améliorer significativement la soutenabilité des finances publiques : son effet équivaudrait en effet à une réduction permanente du déficit public de près de 1 pour cent du PIB.
Une étude menée par Dubois et Koubi en 2016 montre que la réforme a causé, conformément aux prévisions, une augmentation importante du taux d'activité des personnes de 60 ans (+ 24 points pour les hommes, + 22 points pour les femmes). Cette hausse du taux d'activité s'est répartie entre une situation d'emploi pour deux tiers des concernés, et de chômage pour un tiers.
La réforme entraîne un prolongement de la durée de cotisation, mais augmente également les dépenses liées aux maladies chez les seniors. Le surcoût lié aux absences causées par des maladies de la réforme serait de 68 millions d'euros.

## Postérité
François Hollande, pendant la campagne présidentielle de 2012, s'engage à revenir sur la réforme des retraites afin de ne pas pénaliser ceux qui avaient commencé à travailler tôt. Une fois élu, il a fait adopter un décret, en Conseil des ministres, afin d'autoriser les personnes ayant commencé à 18 et 19 ans et ayant leur durée de cotisations (41 ans en 2012 puis 41,5 ans en 2020) à partir à  60 ans. Certains, comme la CGT, tout en approuvant cet assouplissement, ont regretté que la gauche renonce à rétablir l'âge légal à 60 ans (ce rétablissement aurait toutefois nécessité de reposer la question des décotes pour ceux qui seraient partis à 60 ans avec des carrières incomplètes). La question du rétablissement à 65 ans de l'âge sans décote, sur laquelle le nouveau président de la République s'était également engagé, n'est pas évoquée et le gouvernement annonce l'année suivante une nouvelle réforme des retraites pour combler le déficit grandissant.